# ニコラス・ドラミニ
ニコラス・ドラミニ（Nickolas Dlamini、1995年8月12日 - ）は、南アフリカ共和国出身の自転車競技（ロードレース）選手。

## 経歴
2017年8月、チーム・ディメンションデータでプロデビュー。
2018年、ツアー・ダウンアンダーにて第1ステージから再三の逃げを繰り返し、山岳賞を獲得した。

## 主な戦績

### 2018年
- ツアー・ダウンアンダー　山岳賞